# Niclas Füllkrug
Niclas Füllkrug (n. 9 februarie 1993, Hannover, Germania) este un fotbalist german care evoluează pe postul de atacant la West Ham United în Premier League și la naționala Germaniei.
După o perioadă petrecută la echipa de tineret a lui Werder Bremen, Füllkrug și-a început cariera de seniori cu rezervele clubului. În urma aparițiilor cu prima echipă în Bundesliga și a unui împrumut la Greuther Fürth din 2. Bundesliga în sezonul 2013-2014, a trecut pe la 1. FC Nürnberg. Performanțele sale la Nürnberg i-au adus o mutare la Hanovra 96 în 2016. În aprilie 2019, a fost anunțată întoarcerea lui Füllkrug la Werder Bremen pentru sezonul 2019-20. În 2022, a făcut parte din lotul Germaniei la Cupa Mondială din 2022.

## Cariera pe echipe

### Werder Bremen și împrumut la Greuther Fürth

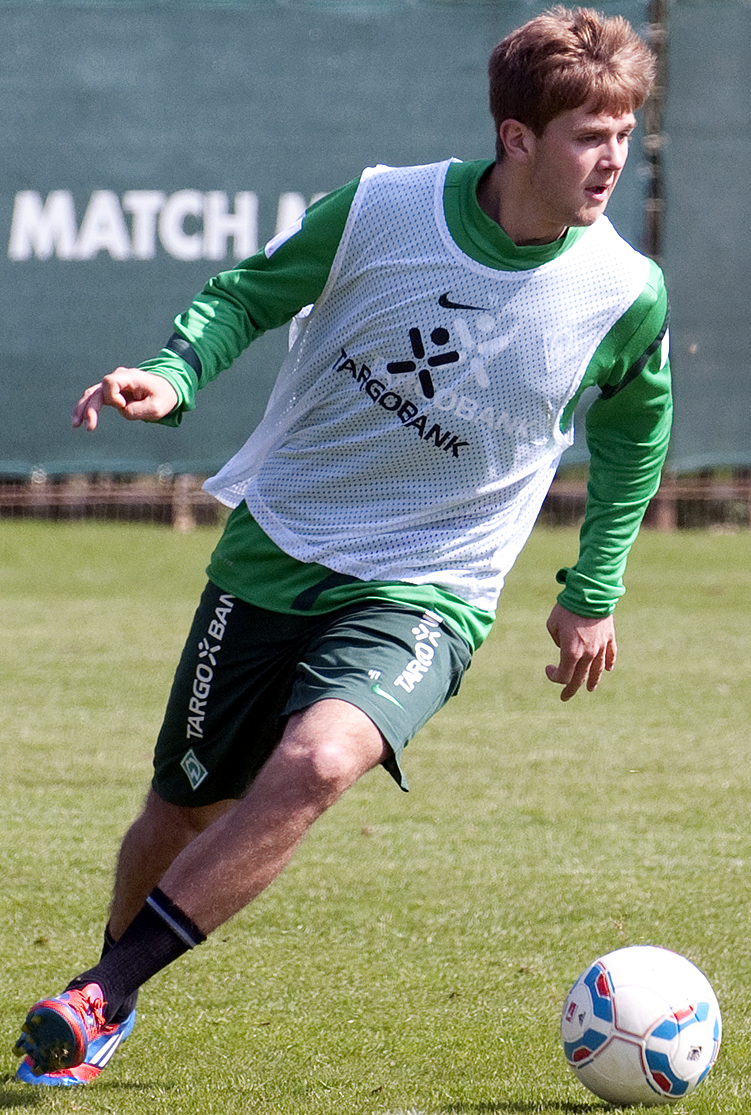
Füllkrug se antrenează cu Werder Bremen în 2012

Füllkrug a petrecut opt ani cu TuS Ricklingen în districtul Ricklingen din Hanovra, unde a fost antrenat de tatăl său. În timpul petrecut acolo, a marcat în medie 160 de goluri pe sezon. Când s-a alăturat lui Werder Bremen la vârsta de 14 ani, în vara anului 2006, a respins ofertele de la cinci cluburi din Bundesliga, inclusiv Hanovra 96.
După ce a progresat prin sistemul de tineret al lui Werder Bremen, Füllkrug și-a început cariera de senior cu rezervele clubului.
La 24 august 2013, s-a alăturat lui Greuther Fürth cu un împrumut pe un an. Pe 2 noiembrie 2013, a marcat patru goluri, inclusiv un hat-trick în 12 minute pentru noul său club, în timpul unei victorii spectaculoase cu 6-2 în deplasare la Erzgebirge Aue. După ce a marcat șase goluri în 18 apariții, a suferit o ruptură de ligament la glezna dreaptă într-o victorie cu 2-0 împotriva lui VfL Bochum, care era de așteptat să-l țină departe de acțiune timp de trei până la patru săptămâni.

### 1. FC Nürnberg
În 2014, Füllkrug sa alăturat lui 1. FC Nürnberg printr-un contract „pe termen lung”, cu o durată raportată de trei ani. Werder Bremen și-a asigurat opțiunea de a-l semna din nou pentru o sumă fixă.

### Hanovra 96
Füllkrug s-a alăturat echipei Hanovra 96 cu un contract de patru ani în iulie 2016. Nürnberg a primit o taxă de transfer raportată de 2 milioane de euro plus 1 milion în posibile bonusuri.
Nu a reușit să înscrie în primele opt apariții în Bundesliga pentru Hanovra 96, dar a reușit un hat-trick împotriva lui Mainz 05 pe 13 ianuarie 2018 într-o serie de goluri care au deschis porțile la o posibilă chemare la naționala Germaniei. A marcat 14 goluri în primul său sezon cu echipa.
În vara anului 2018, Borussia Mönchengladbach a oferit 18 milioane de euro pentru Füllkrug și a avut și oferte de la cluburi engleze. Cu toate acestea, Hanovra a decis să-l păstreze pe Füllkrug și în august a fost anunțat că a fost de acord cu prelungirea contractului până în 2022.
La 30 septembrie 2018, într-un meci cu Eintracht Frankfurt, a fost înlocuit după o accidentare la gleznă,, dar a putut juca în meciul următor, o victorie cu 3-1 împotriva lui VfB Stuttgart, care a mutat Hanovra de pe ultimul loc în clasamentul campionatului. De asemenea, a jucat într-o remiză 2–2 în deplasare împotriva lui Bayer Leverkusen și o înfrângere cu 2–1 acasă împotriva lui FC Augsburg în ciuda durerii la genunchi. Nu a jucat în înfrângerea lui Hanovra 96 în turul doi al DFB-Pokal pe 30 octombrie din cauza unor probleme la genunchi legate de o accidentare suferită în 2013. Antrenorul André Breitenreiter a declarat că problema îl afectează pe Füllkrug de ani de zile și că durerea era atât de puternică înainte de meciul de cupă încât Füllkrug nu s-a simțit „în siguranță”. După consultarea unui specialist Füllkrug a revenit la antrenament pe 20 noiembrie și a început în patru meciuri consecutive.
La câteva zile după ce Füllkrug a ratat un meci împotriva lui SC Freiburg din cauza unor probleme la genunchi, s-a anunțat că accidentarea este gravă și probabil că va rata restul sezonului. Leziunea a necesitat o intervenție chirurgicală și s-a dezvăluit că este afectarea cartilajului genunchiului drept, a treia accidentare din acest tip din cariera sa. Anterior a suferit leziuni ale cartilajului la Werder Bremen (ianuarie 2013, genunchiul drept) și 1. FC Nürnberg (martie 2015, genunchi stâng).

### Întoarcere la Werder Bremen
În aprilie 2019, a fost anunțat că Füllkrug se va întoarce la fostul club Werder Bremen pentru sezonul 2019-20. Au existat rapoarte contradictorii cu privire la taxa plătită către Hanovra 96, Deichstube raportând 6,3 milioane de euro plus un posibil 500.000 în bonusuri și Sportbuzzer pretinzând 7 milioane. 1. FC Nürnberg a profitat și de pe urma transferului printr-o clauză de vânzare de 10%. Pe 26 septembrie 2020, a marcat al doilea hat-trick din Bundesliga într-o victorie cu 3-1 în deplasare împotriva lui Schalke 04. În sezonul 2021–22 din 2. Bundesliga, a marcat 19 goluri care au ajutat clubul său să fie promovat înapoi în Bundesliga. La începutul sezonului 2022-2023 din Bundesliga, a marcat 10 goluri în 14 meciuri, ceea ce l-a îndemnat pe antrenorul național al Germaniei, Hansi Flick, să-l cheme pentru Cupa Mondială din noiembrie. În cele din urmă, a reușit să înscrie 16 goluri în acel sezon pentru a termina în calitate de golgheter comun împreună cu Christopher Nkunku.

### Borussia Dortmund
La 31 august 2023, clubul din Bundesliga Borussia Dortmund a anunțat semnarea lui Füllkrug pe un contract de trei ani, pentru o taxă raportată de 13 milioane de euro + 2 milioane de euro în bonusuri. Pe 29 septembrie, a marcat primul său gol la echipă într-o victorie cu 3-1 în deplasare împotriva lui Hoffenheim. Pe 7 noiembrie, a marcat primul său gol în Liga Campionilor UEFA într-o victorie cu 2-0 asupra lui Newcastle United. Pe 28 ianuarie 2024, a marcat primul său hat-trick, inclusiv două penalty-uri, într-o victorie cu 3-1 asupra lui Bochum. Pe 17 aprilie, a marcat un gol pentru a egala meciul cu Atlético Madrid și, în cele din urmă, să-i ajute să treacă în semifinalele Ligii Campionilor pentru prima dată în unsprezece ani. Pe 1 mai, a marcat singurul gol într-o victorie cu 1-0 asupra lui Paris Saint-Germain în prima manșă a semifinalelor Ligii Campionilor.

## Cariera la națională
În noiembrie 2022, Füllkrug a fost convocat pentru echipa națională a Germaniei pentru Cupa Mondială FIFA 2022 din Qatar. A debutat într-un amical împotriva Omanului ca înlocuitor și a marcat în acest sens. Întâmplător, a devenit, de asemenea, cel mai în vârstă jucător de teren care a debutat în Germania în 20 de ani, în vârstă de 29 de ani și 280 de zile după Martin Max, care avea 33 de ani și 253 de zile când a debutat cu Germania în 2002. Pe 27 noiembrie, a marcat primul său gol la Cupa Mondială pentru Germania într-un egal 1–1 împotriva Spaniei. Pe 1 decembrie, a marcat un gol într-o victorie cu 4–2 în fața lui Costa Rica. Cu toate acestea, Germania a fost eliminată în faza grupelor, deoarece a terminat pe locul al treilea la golaveraj.

## Titluri
Individual
- Jucătorul lunii din Bundesliga: septembrie 2022,[51] octombrie 2022[51]
- Echipa sezonului din Bundesliga: 2022–23[52]
- Echipa sezonului VDV Bundesliga: 2022–23[53]
- Cel mai bun marcator al Bundesliga: 2022–23[40]